# Persoonia acicularis
Persoonia acicularis är en tvåhjärtbladig växtart som beskrevs av F. Müll.. Persoonia acicularis ingår i släktet Persoonia och familjen Proteaceae. Inga underarter finns listade i Catalogue of Life.